# Mühlenstraße 72 (Lübeck)

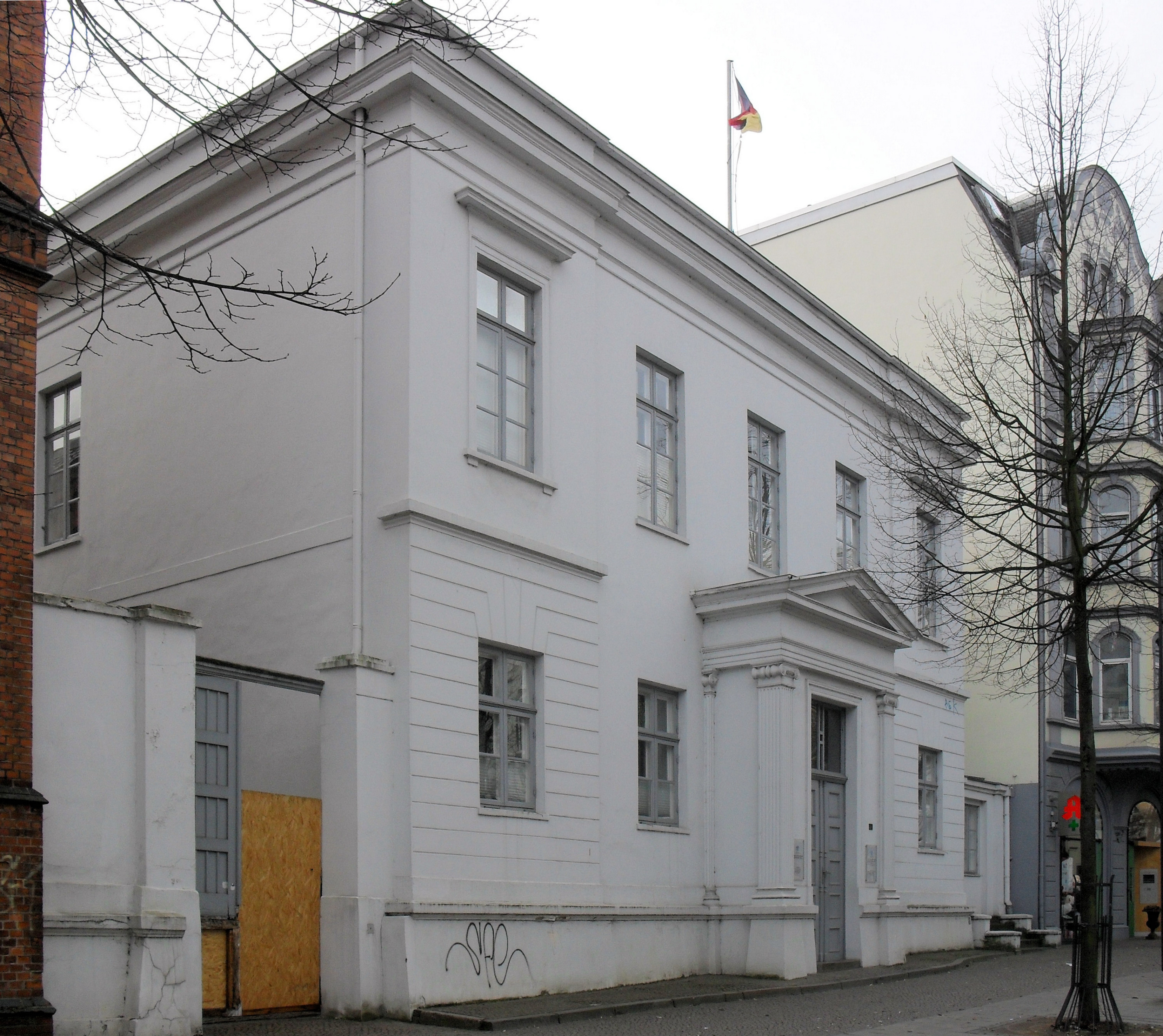
Das Haus Mühlenstraße 72

Das Gebäude Mühlenstraße 72 ist ein denkmalgeschütztes klassizistisches Stadtpalais in der Mühlenstraße der Lübecker Altstadt.
Das Grundstück gehörte historisch zunächst zum Lübecker Bischofshof und war vermutlich seit dem Mittelalter mit Wirtschaftsgebäuden des Bischofshofs bebaut. Auf deren erhaltenen Kellern, bestehend aus zwei Tonnengewölben, wurde die heutige Bebauung errichtet. Das Grundstück wurde 1819 von dem Lübecker Ratsherrn Ludwig Mentze erworben, der die aufstehenden Gebäude 1819/20 bis auf die Kellerdecke abbrechen ließ. Er ließ für sich 1820 ein zweistöckiges klassizistisches Wohnhaus mit fünf Achsen für sich aufführen. Das mittige Portal wird von einem flachen Dreiecksgiebel abgeschlossen. Es ist von zwei ionischen Pilastern eingerahmt. Entgegen der Zuschreibung von Björn Kommer an den Architekten Joseph Christian Lillie wurde jedoch mit guten Argumenten von Ilsabe von Bülow eine Planung durch Lillie widerlegt. Das Haus ging 1885 in das Eigentum der Hansestadt Lübeck über, die es zunächst als Verwaltungssitz des Stadt- und Landamtes nutzte. 1942 wurde unter dem Stadtbaurat Hespeler ein bombensicherer Aktenraum (Bunker) angebaut. Nach dem Krieg wurde das Haus für verschiedene Verwaltungszwecke genutzt, zunächst als Standesamt, dann für das Wasser- und Hafenbauamt. In den 2000ern wurde das Gebäude privatisiert, saniert und nun als Arztpraxis genutzt. Das Haus wurde in den Jahren 1967 und 1995 in zwei Stufen unter Denkmalschutz gestellt.